# سیارک ۱۳۷۲۱
سیارک ۱۳۷۲۱ (به انگلیسی: 13721 Kevinwelsh، نامگذاری:1998QX51) سیزده هزار و هفتصد و بیست و یکمین سیارک کشف شده‌است که در ۱۷ اوت ۱۹۹۸ کشف شد.
قدر مطلق سیارک برابر ۱۳.۵ است.